# Władimir Szczerbaczow

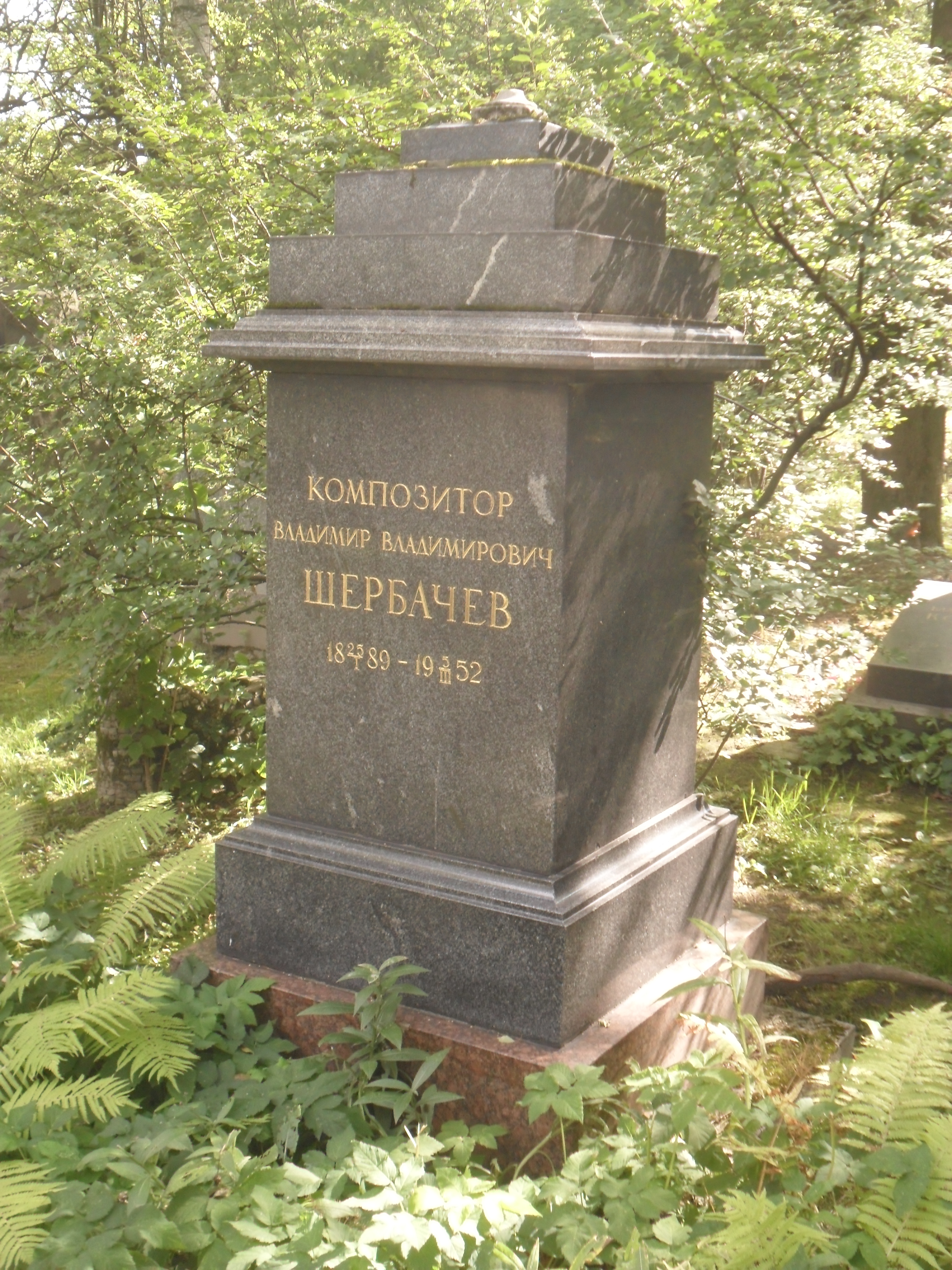
Grób Władimira Szczerbaczowa na Literatorskich Mostkach Cmentarza Wołkowskiego

Władimir Władimirowicz Szczerbaczow (ros. Владимир Владимирович Щербачёв; ur. 12 stycznia?/24 stycznia 1889 w Warszawie, zm. 5 marca 1952 w Leningradzie) – rosyjski i radziecki kompozytor. 
Został pochowany w Petersburgu, na Literatorskich Mostkach Cmentarza Wołkowskiego.

## Wybrana muzyka filmowa
- 1934: Burza
- 1937-1938: Piotr I (cz. I i II)
- 1952: Czarodziej Glinka